# ジスルフィド結合

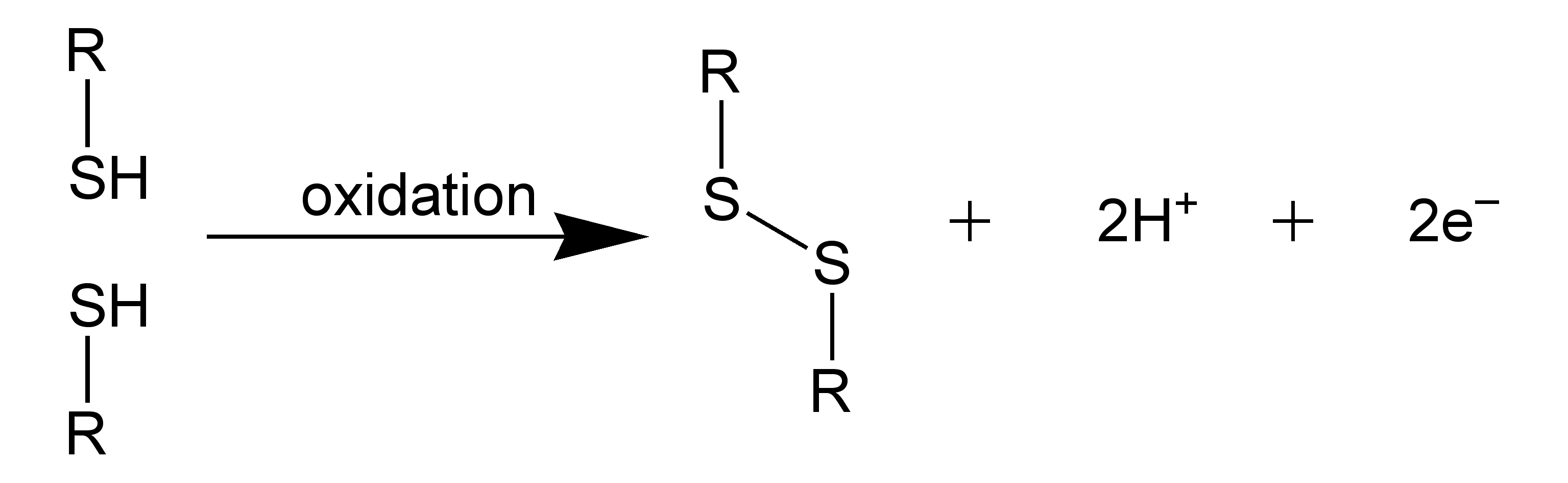
酸化反応によるジスルフィドの形成

ジスルフィド結合（ジスルフィドけつごう、英: disulfide bond）は、2組のチオールのカップリングで得られる共有結合である。SS結合（SSけつごう、英: SS-bond）またはジスルフィド架橋（ジスルフィドかきょう、英: disulfide bridge）とも呼ばれる。ジスルフィド結合を持つ有機硫黄化合物をジスルフィドという。
全体的な構造はR-S-S-R'となる。この用語は生化学、生物有機化学の分野で広く使われている。同種の化合物であるペルオキシド（R-O-O-R'）に倣えばペルスルフィド（persulfide）となるが、この名称はR-S-S-HまたはH-S-S-Hの化合物を参照する場合を除きほとんど使われない。
3つの硫黄原子による共有結合構造はしばしばトリスルフィドと呼ばれ、2つのジスルフィド結合がある。ジスルフィド結合はふつうチオールの酸化によって作られる。